# Lipniki (Górowo Iławeckie)
Pour les articles homonymes, voir Lipniki.
Lipniki est un village polonais de la voïvodie de Varmie-Mazurie, dans le powiat de Bartoszyce.